# Докова балка
Докова балка, Доковий яр або Цвинтарна балка — балка в Нахімовському районі Севастополя на Корабельній стороні, починається у селища Дергачі, впадає у  Корабельну (Докову) бухту.
Майже від початку заснування Севастополя у місці його впадання в бухту будується суднобудівний завод. У XIX ст. балку біля заводу активно засипали. Після Другої Світової війни до балки звозили уламки зруйнованих будівель, збудувавши згодом на цьому місці кінотеатр «Севастополь» та стадіон Севастополь. Природний стік дощових вод було перекрито.
Раніше в Доковому яру між тиловою частиною Малахова кургану і 3-м бастіоном був невеликий цвинтар. Тому яр має ще одну назву — Цвинтарна балка. Тепер цвинтар, на якому було поховано відому учасницю першої оборони міста Дашу Севастопольську, просто засипано та забудовано.

## Під час Кримської війни
6 червня 1855 р. Наприкінці травня французи захопили Волинський та Селенгінський редути та Камчатський люнет, що залишило Корабельну сторону без прикриття. Противник почав готуватися до спільного штурму. Для взяття одного тільки Малахова кургану були спрямовані дивізії французьких генералів Брюне та д'Отмара чисельністю 11 000 солдатів і офіцерів. Вони мали обійти курган з двох сторін, пройти Доковим яром і атакувати росіян з тилу. Після першої невдалої спроби захопити Корнілівський бастіон французи з бригади генерала Ніеля піднялися Доковим яром і атакували батарею № 6 (Жерве). Ця російська батарея була на східному схилі яру і прикривала тил Малахова кургану. Попри сильний вогонь російської артилерії, французи опанували батарею, використавши свою чисельну перевагу. Після відчайдушної сутички перший батальйон Полтавського полку, який тримав тут оборону, почав відходити. Французи, переслідуючи полтавців, зайняли будиночки та руїни біля підніжжя західної частини Малахова кургану. Створилася загроза прориву супротивника у тил.
У цей час на позиції прибув генерал-лейтенант С. О. Хрульов — начальник військ Корабельної сторони. Оцінивши становище, він захопив за собою 5-у мушкетерську роту Севського полку, полтавців, що відходили, і кинувся з ними вибивати французів. З резерву додалися солдати Якутського полку. Почалася рукопашна сутичка. Російські солдати залазили в будинки, розбирали дахи, кидали в ворога камінням. Батарею було відбито ціною великих втрат: так, у 5-й мушкетерській роті Севського полку зі 138 осіб залишилося живими лише 33. Момент рукопашної сутички за батарею Жерве зображений на мальовничому полотні панорами «Оборона Севастополя 1854—1855 рр.».